# Теха
Теха (исп. Teja; досл. «черепица») — национальная сладость Перу, разновидность конфеты, которая состоит из кусочка фрукта или ореха, чаще всего ореха пекан, обёрнутого молочной массой манхар бланко и глазированной белой помадкой. Такая же конфета, но с шоколадной глазурью вместо помадной, называется чокотеха (chocoteja).

## Описание
Существует версия, что конфета получила название «теха» («черепица»), потому что перуанская версия манхар бланко по своему цвету похожа на черепицу, а белая помадка — на покрывающей черепицу снег.
Родиной конфеты теха является перуанский регион Ика. Что касается чокотехи, то она была создана в 1970-х годах, когда кондитерская фабрика «Хелена» («Helena»), принадлежавшая Хелене Солер де Панизо, изменила рецепт оригинальных конфет. Этот вариант со временем стал более популярен по всей стране, чем оригинальная теха.
Первоначально в центре конфеты теха находились исключительно цукаты: лимоны, апельсины или инжир. Позже, основным вариантом «центра» конфеты стали орехи пекан. Тем не  менее, до сих пор используются и многие другие наполнители, например, изюм, пропитанный перуанским напитком писко, и даже перец чили.